# 霞岩
68°22′S 42°14′E / 68.367°S 42.233°E
霞岩是南極洲的岩石，位於毛德皇后地的奧拉夫王子海岸，處於市女冰川和霞冰川之間，根據日本探險隊的測量和空中照片繪入地圖，現時由南極條約體系管理。